# Göta
Göta è un'area urbana della Svezia situata nel comune di Lilla Edet, contea di Västra Götaland.
La popolazione rilevata nel censimento 2010 era di 920 abitanti .